# 警察故事III超級警察
《警察故事III超級警察》是一部於1992年上映的香港電影，由唐季禮擔任導演兼武術指導，並由成龍、張曼玉、杨紫琼、陳欣健、董驃、曾江、元華、顧美華、王霄、盧惠光領銜主演；本片為《警察故事系列》中的第3集，講述成龍飾演的香港警察陳家駒與大陸公安合作調查走私集團的故事。
值得注意的是在這部影片中張曼玉最后一次扮演陳家駒的女朋友阿May，此後张開始接演藝術性較高的電影，也開始與王家卫的長期合作。楊紫瓊之后主演了一部本片續集《超級計劃》，但那部續集不能算在《警察故事》系列中，而是一个分岔出的新系列。本片亦是系列當中首部採用現場收音，所有演員用回原聲演出的電影。

## 故事
神勇幹探陳家駒遠赴大陸，與大陸警察楊建華兩人合作擔任臥底，化身囚犯打入國際軍火毒品走私集團的內部。在楊建華的幫助下，家駒順利接近了正在服刑的集團成員豹強，欲偵破販毒頭目猜霸之巢穴，並取出他存於瑞士銀行的贓款。
陳家駒先爭取猜霸頭號手下豹強賞識，豹強並視家駒為心腹，和他策劃越獄行動，為了放長線，家駒爽快的答應了。他們越獄後，豹強主張到家駒隨口編出來的家鄉躲避，幸得楊建華提前安排，才沒有露出馬腳，楊建華自稱家駒的妹妹，豹乃帶其兩人到馬來西亞見販毒集團老大猜霸，並與他們同行。
猜霸看重兩人敏捷的身手，兩人順利成為集團的一員，並吩咐他們前往吉隆坡去營救被大馬政府拘禁的妻子程穎思；家駒巧遇導遊女友阿May，阿May不知家駒正在執行任務，以為他和楊建華在偷情，竟把秘密告訴同事，不料阿May的舉動卻引起了豹部下所獲悉，他以阿May做為人質，威脅家駒儘快救出程穎思。
程穎思被大馬政府判處死刑，給押去法庭，家駒與建華兩人先救回阿May，再奮力與豹強和猜霸作生死決鬥。最後豹強和猜霸被打敗，程穎思說出了瑞士銀行戶口號碼，家駒和建華成功破案。

## 演員表
| 演員                                      | 角色   | 備註                   |
| 成龍                                      | 陳家駒 | 督察                   |
| 張曼玉                                    | 阿May  | 家駒女友               |
| 杨紫琼                                    | 楊建華 | 大陸警察，國際刑事科長 |
| 陳欣健                                    | 陳Sir  | 總警司，驃叔、家駒上司 |
| 董驃                                      | 驃叔   | 警司，陳家駒上司       |
| 元華                                      | 豹強   | 猜霸手下               |
| 曾江                                      | 冠猜霸 | 販毒集團首腦           |
| 顧美華                                    | 程穎思 | 猜霸之妻               |
| 王霄 （粵語配音：陳永信，英語部分為原聲） | Pierre | 猜霸手下               |
| 盧惠光 （粵語配音：高翰文）               |        | 猜霸手下               |
| 薛春煒                                    |        | 猜霸手下／豹強手下魚蛋 |
| 羅烈                                      | 將軍   | 毒品供應商             |
| 段偉倫                                    |        | 將軍手下               |
| 沈威                                      |        | 毒販                   |
| 韓義生                                    |        | 毒販                   |
| 火星                                      | 辣雞雄 | 豹強手下               |

## 製作
《警察故事續集》於1988年8月13日在日本上映當日時，日方要求成龍開拍警察故事第三集。

## 電影歌曲
| 曲別   | 歌曲                  | 演唱者 |
| ------ | --------------------- | ------ |
| 主題曲 | 《我有我路向》 (粤語) | 成龍   |
| 主題曲 | 《我只想你懂》 (國語) | 李宗盛 |

## 獎項
| 頒獎典禮             | 獎項         | 名單                                                   | 結果 |
| -------------------- | ------------ | ------------------------------------------------------ | ---- |
| 第12届香港電影金像獎 | 最佳男主角   | 成龍                                                   | 提名 |
| 第12届香港電影金像獎 | 最佳動作指導 | 唐季禮、鄧德榮、薛春煒、陳文清、黃明昇、麥偉章、何漢洲 | 提名 |
| 第29届金馬獎         | 最佳男主角   | 成龍                                                   | 獲獎 |
| 第29届金馬獎         | 最佳剪接     | 張耀宗、張嘉輝、嘉禾剪接部                             | 獲獎 |

## 票房
《警察故事III超級警察》在香港戲院票房為32,722,452港幣，尽管本土成绩远远不及周星驰的《审死官》，但台湾的票房创下3.1亿新台币票房纪录，直到2008年才被《海角7号》打破。之後在《紅番區》於北美票房的成功，《警察故事III超級警察》也在北美地區於1996年7月25日上映，總共獲得1627万美元票房。

## 外部連結
- 開眼電影網上《警察故事III超級警察》的資料（繁體中文）
- 豆瓣电影上《警察故事III超級警察》的資料 （简体中文）
- 时光网上《警察故事III超級警察》的資料（简体中文）
- AllMovie上《警察故事III超級警察》的资料（英文）
- 爛番茄上《警察故事III超級警察》的資料（英文）
- 香港影庫上《警察故事III超級警察》的資料（繁體中文）
- 互联网电影数据库（IMDb）上《警察故事III超級警察》的资料（英文）